# Taraspsee
Koordinaten: 46° 46′ 38″ N, 10° 15′ 46″ O; CH1903: 815633 / 184544

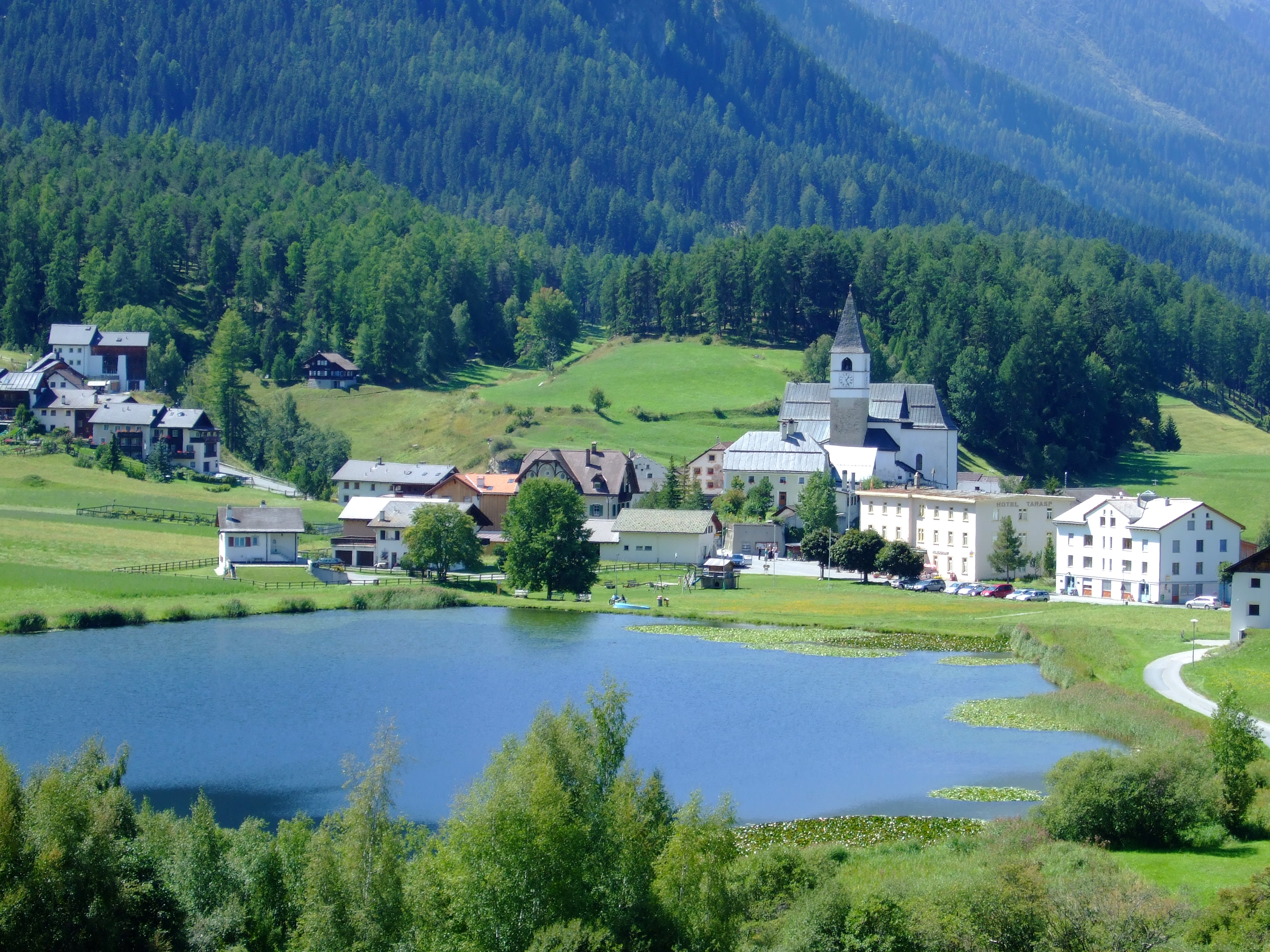
Lai da Tarasp von Osten, August 2009

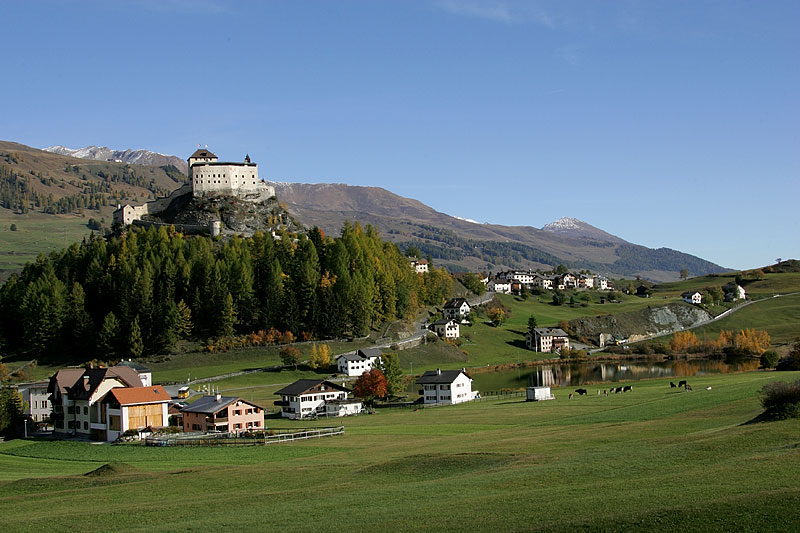
Schloss Tarasp mit See, Oktober 2005

Der Taraspsee (auch Tarasper See oder Taraspersee, rätoromanisch im Idiom Vallader Lai da Tarasp, Aussprache [lai dɐ tɐ'raʃp]ⓘ) ist ein in der Streusiedlung Tarasp im Kreis Sur Tasna in Graubünden gelegener Schweizer See.
Der See misst etwa zwei Hektar Fläche und liegt auf einer Höhe von 1404 m.
Auf der Südseite erhebt sich auf einem Felskegel in fast 1500 m Höhe Schloss Tarasp.
Das Gewässer liegt in einer abflusslosen Mulde. Im Mai 2006 wurde ein Aussterben von Edelkrebsen unbekannter Genese registriert. Der große Bestand an Muscheln und Fischen war nicht betroffen.